# 高沂 (明朝)
高沂（14世紀—1400年代），字魯仲，福建福州府長樂縣後澳人，明朝人物。

## 生平
高沂是永樂三年（1405年）乙酉科福建鄉試第六名舉人，四年（1406年）丙戌科會試中副榜，試後他寫下《辟雍賦》獻上朝廷，和同榜舉人一同請求再試，明成祖親自策試，他援筆立就令成祖喜悅，得賜冠帶、給俸鈔，和王敏等十八人入國子監讀書，年多後在學舍去世，縣內有心遠堂由他修葺，另有世科坊為他和兒子高森建立。

## 引用
1. 1 2  民國《長樂縣志·卷十四上·選舉志上》：永樂三年 乙酉 科（舉人）楊端儀榜 高沂 字魯仲，後澳人，亞魁。丙戌會試登副榜，沂撰《辟雍賦》以獻，率同輩乞再試，上親策之，沂文立就，上悅，賜冠帶、給俸鈔，同王敏等十八人入成均卒業，逾年卒於學舍。
2. ↑  民國《長樂縣志·卷七·名勝志》：心遠堂 在二都龍門，明進士高沂先世有燕居，堂曰心遠，沂葺而新之，高棅詩別見……世科坊 在二都，為高沂、高森父子立，併書高濬、高淮、高紹保、高伯齡、高德政、高㙱、高仕張、高廷忠於上